# Eugene Wright
Eugene Wright (narozen jako Eugene Joseph Wright; 29. května 1923 Chicago, Illinois, USA – 30. prosince 2020) byl americký jazzový kontrabasista. Spolu s klavíristou Dave Brubeckem, saxofonistou Paulem Desmondem a bubeníkem Joe Morellem byl členem klasické sestavy The Dave Brubeck Quartet. Spolupracoval rovněž s dalšími hudebníky, jako byli Lonnie Simmons, Count Basie, Charlie Parker, Billie Holiday, Carmen McRae, Cal Tjader, Kai Winding, Karen Hernandez, Gene Ammons, Dottie Dodgion a Dorothy Donegan.